# Pierre Bos
P.M.J.H. (Pierre) Bos (Ysselsteyn, 22 juni 1952) is een Nederlands bestuurder en politicus van het CDA.

## Biografie
Bos was van 1986 tot 1994 gemeenteraadslid en later wethouder van Oploo, St. Anthonis en Ledeacker en van 1994 tot 2008 van Sint Anthonis. Bos heeft ook jarenlang les gegeven op middelbare scholen. Vanaf 1 december 2008 was hij burgemeester van de Noord-Brabantse gemeente Boekel. Hij is de opvolger van Driek van de Vondervoort, en diens tijdelijke vervanger Hans Haas, die burgemeester van Bergeijk is geworden. Op 1 juni 2021 ging Bos met pensioen. Met ingang van 1 juni 2021 werd Caroline van den Elsen burgemeester van Boekel.